# Glória e Vera Cruz
Glória e Vera Cruz (llamada oficialmente União das Freguesias de Glória e Vera Cruz) es una freguesia portuguesa del municipio de Aveiro, distrito de Aveiro.

## Historia
Fue creada el 28 de enero de 2013 en aplicación de una resolución de la Asamblea de la República de Portugal promulgada el 16 de enero de 2013 con la unión de las freguesias de Glória y  Vera Cruz, pasando su sede a estar situada en la antigua freguesia de  Vera Cruz.

## Demografía
| Gráfica de evolución demográfica de Glória e Vera Cruz entre 2011 y 2021 |
|                                                                          |
| Datos según el nomenclátor publicado por el INE portugués.               |